# 1941
1941 (MCMXLI) fue un año común comenzado en miércoles según el calendario gregoriano.

## Acontecimientos

### Enero
- 4 de enero: en los Estados Unidos, la actriz cinematográfica alemana Marlene Dietrich obtiene la nacionalidad estadounidense.
- 8 de enero: fallece el  fundador de los Scouts Robert Baden-Powell.
- 10 de enero: Alemania y la Unión Soviética firman en Berlín un pacto que delimita las nuevas fronteras entre los dos países.
- 11 de enero: en Yemen se registra un terremoto de 6,5 que deja un saldo de 1.200 muertos.
- 15 de enero: en España, el rey Alfonso XIII abdica sus derechos al trono en su hijo Juan de Borbón, conde de Barcelona.
- 20 de enero: en Estados Unidos, Franklin D. Roosevelt jura por tercera vez su cargo como presidente.
- 30 de enero: en el marco de la Segunda Guerra Mundial, los italianos no pueden avanzar por falta de combustible, y se retiran hacia Derna, Tripolitania, la cual es ocupada por los australianos.
- 31 de enero: el general británico Richard O’Connor sostiene una reunión con el resto de comandantes (y con un enviado de Vawell, que estaba en Grecia), donde analiza la situación de retirada presentada por los italianos que estaban recogiendo todo su material para abandonar la Cirenaica.

### Febrero
- 1 de febrero: se constituye la RENFE (Red Nacional de los Ferrocarriles Españoles).
- 1 de febrero: en la Unión Soviética se inaugura la línea regular aérea hasta el Mar de Bering.
- 2 de febrero: en Bordighera (Italia) se encuentran los dictadores Francisco Franco y Benito Mussolini.
- 2 de febrero: en Chile Comienza la 16.ª edición de la Copa América.
- 4 de febrero: Wavell estuvo en Cirenaica, mientras la 7.ª División Acorazada (con 40 carros pesados y 80 ligeros) avanzaba sobre Msus. A su lado los australianos iban por la carretera principal entre Barca y Bengasi. Los italianos tratan de organizar alguna resistencia y romper el cerco, pero son rápidamente detenidos.
- 4 de febrero: O'Connor trata de avanzar más aún, pero el Alto Mando ya había decidido concentrar sus esfuerzos en la campaña de Grecia.
- 6 de febrero: el general Erwin Rommel es nombrado jefe del Afrika Korps, tropas acorazadas alemanas destinadas a operar en el norte de África. Las tropas británicas y australianas entran en Bengasi (Libia).
- 6 de febrero: la Cámara de Representantes de los Estados Unidos rechaza la petición republicana de establecer un límite máximo para las ayudas prestadas al Reino Unido.
- 7 de febrero: la primera disposición del Reich sobre protección ante los rayos X y las sustancias radiactivas regula las medidas protectoras contra estas radiaciones en el área no médica.
- 11 de febrero: aviones británicos bombardean la ciudad alemana de Hannover.
- 14 de febrero: las tropas alemanas del África Korps, dirigidas por el general Rommel, llegan a Trípoli (Libia).
- 15 de febrero: la ciudad española de Santander sufre en la madrugada un demoledor incendio que arrasó la mayor parte del casco antiguo de la ciudad.
- 15 de febrero: en Moscú se inaugura el XVIII Congreso de la Unión General del PCUS.
- 17 de febrero: Italia y Turquía firman un pacto de no agresión.
- 14 de febrero: en la provincia de Pontevedra (España), un huracán abate unos 150.000 árboles y destruye las torres de más de 300 iglesias.
- 19 de febrero: la isla de Madeira es devastada por un ciclón.
- 28 de febrero: en la ciudad de Bogotá (Colombia) se funda el club Independiente Santa Fe.

### Marzo
- 1 de marzo: Bulgaria se adhiere al Pacto Tripartito.
- 3 de marzo: en Barcelona se celebra el Primer Salón de la Moda Española.
- 3 de marzo: en Libia, las fuerzas británicas ocupan la Cirenaica.
- 4 de marzo: en los Estados Unidos, el demócrata Franklin D. Roosevelt jura como presidente para un tercer mandato.
- 4 de marzo: en Santiago (Chile) Finaliza la Copa América y Argentina gana su Sexto título.
- 7 de marzo: Günther Prien se pierde en el mar junto a la tripulación del U-47 en su patrulla número 12
- 22 de marzo: el catedrático londinense de medicina interna Eric Bywaters describe, de manera sistemática, el síndrome de aplastamiento con mioglobinuria (tinción roja de la orina) e insuficiencia renal.
- 25 de marzo: el primer ministro y el ministro de Asuntos Exteriores de Yugoslavia firman la adición del país al Pacto Tripartito.
- 27 de marzo: Golpe de Estado en Yugoslavia encabezado por oficiales del ejército inconformes por la inclusión del país en el Pacto Tripartito, derrocando al gobierno del regente Pablo de Yugoslavia y proclamando al rey Pedro II para formar un nuevo gobierno con el general Dušan Simović al frente.

### Abril
- 2 de abril: en Rostock, un piloto de pruebas llamado Schäfer despega a bordo del primer avión equipado con dos motores a reacción.
- 2 de abril: un Golpe de Estado en Iraq coloca de nuevo en el poder a Rashid Aali al-Gaylani al frente de un gobierno nacionalista proclive al Eje.
- 6 de abril: inicio de la invasión de Yugoslavia por parte de las fuerzas del Eje encabezadas por Alemania, con participación de fuerzas de Italia, Bulgaria y Hungría.
- 6 de abril: inicia la Operación Marita, la invasión del Reino de Grecia por las fuerzas del Eje.
- 10 de abril: en el norte de África se inicia el sitio de Tobruk, tras la retirada británica de Cirenaica.
- 15 de abril: en el estado mexicano de Colima se registra un terremoto de 7,7 que deja un saldo de 90 muertos.
- 17 de abril: el Ejército Real Yugoslavo se rindió ante las fuerzas del Eje tras la Invasión de Yugoslavia y 11 días de lucha.
- 18 de abril: inicia la invasión británica de Iraq en respuesta al apoyo hacia Alemania por parte del nuevo régimen iraquí.
- 21 de abril: en Barruelo de Santullán (en la cuenca minera palentina), 18 mineros resultan muertos a consecuencia de una explosión de grisú en el Pozo Calero.

### Mayo
- 2 de mayo:el ejército rojo detuvo e hizo retroceder al ejercito alemán .
- 5 de mayo: en Venezuela, el general Isaías Medina Angarita asume la presidencia.
- 13 de mayo: en Nueva York, el pianista afroestadounidense Fats Waller (1904-1943) graba una famosa versión de la canción de jazz Georgia on my mind.
- 20 de mayo: inicia la Operación Mercurio, la invasión de la isla griega de Creta por parte de la Wehrmacht.
- 24 de mayo: en el Atlántico el crucero de batalla HMS Hood es hundido por el acorazado Bismarck
- 27 de mayo: en el Atlántico el acorazado Bismarck es hundido por buques británicos.

### Junio
- 6 de junio: fallece de infarto agudo de miocardio el emprendedor y piloto suizo-estadounidense Louis Chevrolet.
- 8 de junio: tras la exitosa ocupación de Iraq, los británicos inician en Medio Oriente la Operación Exporter, la invasión de Siria y Líbano en ese momento bajo control de la Francia de Vichy.
- 13 de junio: en el marco de la Segunda Guerra Mundial (1939-1945), el régimen de Vichý (Francia), títere de los nazis, ordena ―alegando proteger a Francia de elementos indeseables― que todos los ciudadanos judíos no franceses (principalmente refugiados desde otros países europeos) debían ser encarcelados en los campos de concentración de Drancý, Gurs o Rivesaltes, en el interior de Francia, en donde vivirán en condiciones inhumanas. Todos esos hombres, mujeres y niños serán enviados a los campos de concentración nazis de Polonia, y ninguno sobrevivirá.
- 13 de junio: en la noche del 13 al 14 de junio, en Letonia, Lituania y Estonia ―recientemente incorporadas a la Unión Soviética― comienzan las deportaciones masivas de familias enteras hacia Siberia, con el fin de colonizar esta región desértica.
- 21 de junio: en la Ciudad de México, el gobierno republicano español en el exilio funda el Colegio Madrid.
- 22 de junio: comienza la Operación Barbarroja; las Fuerzas Armadas del Tercer Reich alemán invaden la Unión Soviética.
- 26 de junio: se registra un fuerte terremoto de 8,1 en las islas Andamán que provoca un tsunami con varias muertes y daños.
- 27 de junio: en España, el ministro secretario del Movimiento, José Luis Arrese, publica un manifiesto en el que solicita la creación de un cuerpo de voluntarios para combatir en la Unión Soviética.
- 27 de junio: el compositor checoslovaco Erwin Schulhoff es deportado al campo de concentración de Wülzburgo, donde moriría un año después.

### Julio
- 1 de julio: en Nueva York, a las 13:29 h, se emite en la cadena WNBT el primer anuncio televisivo de la historia. El anunciante era la empresa de relojes Bulova y pagó 9,00 dólares estadounidenses por un anuncio de 10 segundos. Se emitió en el descanso del partido de baseball que enfrentó a los Brooklyn Dodgers contra los Philadelphia Phillies.
- 5 de julio: en el marco de la Segunda Guerra Mundial, las tropas alemanas alcanzan el río Dniéper.
- 5 de julio: se inicia la guerra peruano-ecuatoriana.
- 18 de julio: tropas japonesas desembarcan en el sur de Indochina.
- 27 de julio: Perú utiliza por primera vez en el hemisferio occidental un ataque de fuerzas aerotransportadas y paracaidistas para tomar Puerto Bolívar durante la guerra peruano-ecuatoriana.
- 31 de julio: Reinhard Heydrich, el segundo al mando de las SS, finaliza la redacción del documento T/179, N.º 461, detallando la Solución Final al Problema Judío.

### Agosto
- 25 de agosto: comienza la invasión anglosoviética de Irán.

### Septiembre
- 1 de septiembre: se ordena que todos los judíos lleven como identificación un brazalete amarillo con la estrella de David en blanco.
- 1 de septiembre: Frente del este, el ejército alemán avanza hacia la ciudad de Leningrado alcanzándola a tiro de la artillería.
- 1 de septiembre: Washington, la flota atlántica de Estados Unidos anuncia la formación de una patrulla asignada al estrecho de Dinamarca.
- 1 de septiembre: dos cruceros pesados y cuatro destructores compondrán esta fuerza.
- 1 de septiembre: la Armada de los Estados Unidos ahora está preparada para escoltar convoyes en el Atlántico que transportan mercancías estadounidenses.
- 1 de septiembre: en Colonia (Alemania) se forma la 7.ª División Antiaérea.
- 2 de septiembre: en Italia, el diario fascista D'Italia de Il Popolo publica que Adolf Hitler y Mussolini proponen unificar Europa y fomentar la «cooperación armoniosa de todos los pueblos europeos».
- 2 de septiembre: los ataques diurnos de la RAF sobre la Europa ocupada solamente se han suspendido 19 días durante los meses de agosto y septiembre.
- 3 de septiembre: en Noruega, el portaaviones británico Victorious lanza un ataque aéreo contra las instalaciones alemanas en Tromsø con escaso resultado.
- 3 de septiembre: en Tokio, los japoneses son informados que una reunión entre el príncipe Konoye y presidente Roosevelt es imposible.
- 3 de septiembre: se utilizan por primera vez en Auschwitz las cámaras de gas.
- 4 de septiembre: en el Atlántico Norte, el submarino alemán U-652 ataca al destructor estadounidense USS Greer en las aguas de Islandia, mientras escoltaba un convoy, el destructor contraataca y trata de hundir el submarino con cargas de profundidad.
- 4 de septiembre: Roosevelt (presidente estadounidense) cita el incidente como ejemplo de agresión de Alemania contra Estados Unidos
- 4 de septiembre: los finlandeses se niegan a avanzar hacia Leningrado.
- 5 de septiembre: en Noruega, bombarderos de la RAF atacan al acorazado de bolsillo alemán Admiral Scheer en los fiordos de Oslo.
- 5 de septiembre: los británicos dejan en libertad al general Henri Dentz a cambio de la liberación de prisioneros británicos en Siria.
- 6 de septiembre: en Japón, el primer ministro Konoye flaquea ante la presión militar de iniciar los preparativos para iniciar la guerra a mediados de octubre, si no se alcanza ningún acuerdo con los estadounidenses sobre el embargo del petróleo.
- 6 de septiembre: en su directriz n.º 35, Adolf Hitler ordena la toma de Moscú, tras la Operación de Ucrania.
- 6 de septiembre: en Mánchester, Sun Castle gana de nuevo la carrera de St. Leger.
- 6 de septiembre: el embajador estadounidense Grew advierte a sus superiores en la Casa Blanca que si las ofertas conciliatorias de Konoye no se consideran, el primer ministro japonés podría ser depuesto por una dictadura militar.
- 7 de septiembre: en Noruega, el portaaviones británico Victorious vuelve a lanzar un ataque aéreo contra las instalaciones alemanas en Tromsø con idéntico resultado.
- 8 de septiembre: en el Frente del este, los ataques finlandeses continúan contra los soviéticos en el área entre el lago Ladoga y el lago Onega cortando en el sur la línea ferroviaria de Múrmansk, un puerto vital en el norte para el abastecimiento de la Unión Soviética.
- 8 de septiembre: los rusos afirman haber hecho avances cerca de Smolensko, batiendo a ocho divisiones alemanas.
- 9 de septiembre: en el frente del este, la División Española de Voluntarios, la División Azul llega para servir con el ejército alemán en el frente de Leningrado.
- 10 de septiembre: en el frente del este los ataques del 2.º Grupo Panzer del general Heinz Guderian contra las fuerzas soviéticas al este de Kiev alcanzan Konotop.
  - 10 de septiembre: el 1.º Grupo Panzer del general Ewald von Kleist comienza un desglose de su cabeza de puente sobre el río Dniéper cerca de Kremenchug.
  - en Turquía, un terremoto de 5,9 deja un saldo de más de 400 muertos y 600 edificios destruidos.
- 11 de septiembre: Washington D. C., como resultado del incidente del buque de guerra USS Greer, el presidente anuncia que los buques de guerra estadounidenses podrán «disparar primero y preguntar después» para asegurar la protección de las aguas «necesarias para la defensa estadounidense». Esto formaliza una situación que ya era común.
- 11 de septiembre: la orden alemana del día indica que Leningrado ha de ser rápidamente conquistada, sea cual sea el precio, Zhúkov toma el mando de la ciudad.
- 11 de septiembre : comienza la construcción del Pentágono
- 12 de septiembre: en el frente del este, Norte de Kiev, la ciudad de Chernigov, en la cara norte del río Desna es evacuada por el inminente avance del 2.º Ejército alemán, las primeras nevadas del año empiezan a caer.
- 12 de septiembre: en Noruega el gobierno noruego bajo dirección proalemana de Vidkun Quisling prohíbe las asociaciones de jóvenes exploradores y otros clubs de juventud, requieren a los muchachos unirse las secciones de las juventudes del partido de Nasjonal Samling.
- 13 de septiembre: en el océano Pacífico la flota combinada japonesa termina un ejercicio de cuatro días.
- 13 de septiembre: el Alto Mando alemán anuncia que los prisioneros de guerra soviéticos tendrán raciones más pequeñas que los de otras nacionalidades.
- 13 de septiembre: en el Nuevo Circo de Caracas (Venezuela), el político Rómulo Betancourt funda Acción Democrática, considerado el partido político principal de la segunda mitad del siglo XX en Venezuela.
- 14 de septiembre: en un astillero de Helsinki (Finlandia) son saboteados tres dragaminas alemanes.
- 15 de septiembre: en el frente del este cerca de Leningrado, fuerzas alemanas capturan Schlusselburg en la orilla sur del lago Ladoga, incomunicando totalmente la ciudad. Comienza el sitio de Leningrado.
- 15 de septiembre: en los Estados Unidos el cuerpo jurídico general dictamina que el acta de neutralidad no se está violando porqué naves de los Estados Unidos lleven material de guerra a los territorios británicos y en el este próximo y lejano o el hemisferio occidental.
- 15 de septiembre: en los Campos Elíseos de París, partisanos franceses atacan a soldados alemanes.
- 16 de septiembre: en el Frente del Este las fuerzas Panzer del general Heinz Guderian y el 1.º Grupo Panzer del general Ewald von Kleist próximas a la ciudad de Lokhvista, cercan a 600.000 soldados soviéticos en una bolsa que se estira desde el oeste hasta 100 millas Kiev.
- 16 de septiembre: en Irán, el Shah abdica a favor del príncipe Mohammad Reza Pahlaví bajo presión de las tropas anglosoviéticas que invaden el país.
- 17 de septiembre: en Washington D. C., la Marina de guerra de los Estados Unidos aumenta sus efectivos para escolta de los convoyes atlánticos, asume la responsabilidad de parte de la línea Halifax y de la seguridad del tráfico a Islandia, aumentará las escoltas navales canadienses que viajan a 22 grados oeste hasta que los escoltas británicos asuman el control.
- 17 de septiembre: en Irán fuerzas aliadas ocupan la capital Teherán asegurándose de que la influencia del Eje está detenida.
- 17 de septiembre: en el Frente del Este se libran fuertes combates en las áreas periféricas de la ciudad de Kiev entre las fuerzas soviéticas y alemanas.
- 18 de septiembre: en Washington D. C., el presidente Roosevelt solicita al Congreso 5985 millones de dólares más para el Reino Unido en concepto de ayuda.
- 19 de septiembre: en el frente del este la ciudad de Kiev cede a las fuerzas alemanas del Grupo de Ejércitos Sur después de casi seis semanas de luchas, las pérdidas soviéticas en la batalla son aproximadamente de medio millón de bajas; las muertes alemanas se estiman en 100.000.
- 19 de septiembre: en la Yugoslavia ocupada comienzan las reuniones entre los dos líderes principales, Josip Broz Tito y Draža Mihajlović para discutir sobre la resistencia a los alemanes, las diferencias políticas dividen a dos grupos y no se alcanza ningún acuerdo, pronto comienzan las luchas entre ambas facciones.
- 20 de septiembre: en el puerto de Gibraltar, un minisubmarino italiano ataca dos buques.
- 21 de septiembre: en el frente del este en las proximidades de Leningrado, la Luftwaffe comienza sus ataques contra la flota soviética del Báltico en el puerto de Kronstadt.
- 21 de septiembre: el bombardero británico El Mosquito hace su primer vuelo operacional de reconocimiento.
- 22 de septiembre: Heydrich, quien dirige la Policía secreta en Berlín desde 1934, es designado protector del Reich para Bohemia y Moravia.
- 22 de septiembre: Reino Unido, el rey George de Grecia llega a Londres.
- 23 de septiembre: en Washington D. C., el presidente Roosevelt anuncia la posibilidad de armar los buques mercantes estadounidenses para repeler ataques alemanes.
- 24 de septiembre: en el frente del este, cerca de Leningrado, después de cuatro días de ataques de la Luftwaffe contra la flota báltica soviética, se hunde el acorazado Marat y son dañados el Oktyabrskaya Revolutsiya y dos cruceros. Mientras tanto, los panzer del Grupo de Ejércitos Sur penetran hasta 40 millas de Járkov.
- 24 de septiembre: en el Mediterráneo, el primer submarino alemán rebasa Gibraltar y logra entrar en el mar Mediterráneo.
- 24 de septiembre: los aliados inician la Operación Halberd para llevar soldados y provisiones a Malta. El convoy inicial está compuesto de 9 transportes con una escolta de 3 acorazados, 1 portaaviones, 5 cruceros y 18 destructores.
- 25 de septiembre: en el frente del este los ejércitos alemanes aíslan las fuerzas soviéticas en la península de Crimea.
- 25 de septiembre: cerca de Perekop comienzan los ataques alemanes de paracaidistas.
- 26 de septiembre: en el Mediterráneo, el almirante italiano Angelo Iachino, comanda una fuerza naval compuesta de 2 acorazados, 6 cruceros y 14 destructores para el convoy aliado de relevo que navega hacia Malta.
- 27 de septiembre: en África del Norte el sitio de Wolchefit termina cuando la guarnición italiana se entrega a la 25.ª Brigada Africana del este.
- 27 de septiembre: en el frente del este las fuerzas alemanas llegan a Perekop en su avance la península de Crimea.
- 27 de septiembre: en el mar Mediterráneo el convoy aliado que se dirige a Malta es encontrado por fuerzas italianas de reconocimiento aéreo y sufre la pérdida de un transporte, la fuerza naval italiana persigue al convoy pero no logra darle alcance, el convoy entrega con éxito 50.000 toneladas de alimento a la isla.
- 27 de septiembre: en la Checoslovaquia ocupada, el gobernador alemán de Bohemia y Moravia, Konstantin von Neurath dimite, Heydrich lo sustituye.
- 27 de septiembre: en los Estados Unidos se lanzan las primeras 14 naves clase Libertador (312 están en cola de construcción).
- 28 de septiembre: en Moscú se celebra una conferencia aliada. Harriman (por Estados Unidos), Beaverbrook (del Reino Unido) y Viacheslav Mólotov (por la Unión Soviética), encabezaron las delegaciones.
- 28 de septiembre: en se funda en Lima El Apostolado Franciscano de Caballeros de San Judas Tadeo, considerada la segunda hermandad más grande de Lima, cuyo primer presidente fue el Doctor Carlos Arias Sherieber.
- 29 de septiembre: en Kiev los alemanes ejecutan a más de 30.000 judíos.
- 30 de septiembre: en el frente del este el 2.º Grupo Panzer del general Heinz Guderian se mueve al norte para formar el flanco derecho del ataque alemán previsto contra Moscú, comienzan con un avance hacia Orell y Briansk, en el sur el 1.º Grupo Panzer del general Ewald von Kleist ataca Dnipropetrovsk, la resistencia soviética es mínima.

### Octubre
- 1 de octubre: en el frente del este, fuerzas finlandesas estacionadas cerca de Leningrado atacan y capturan Petrozavodsk.
- 1 de octubre: en Moscú finaliza la conferencia aliada.
- 1 de octubre: Rusia solicita la ayuda del Reino Unido en compensación por las materias primas enviadas al Reino Unido.
- 1 de octubre: la Cámara de los Comunes vota el tercer presupuesto de guerra del año, por valor de 1000 millones de libras esterlinas.
- 2 de octubre: comienza oficialmente la Operación Tifón para la ocupación de Moscú, en ella participan el 3.º Grupo Panzer del general Hermann Hoth, el 4.º Grupo Panzer del mayor general Hoeppner, ejércitos como el 2.º Ejército, el 4.º Ejército y el 9.º Ejército se unen al 2.º Grupo Panzer del general Heinz Guderian, la operación también incluye una substancial cobertura aérea de la Luftwaffe.
- 2 de octubre: en Australia gana las elecciones el partido laborista dirigido por John Curtin.
- 2 de octubre: el Grupo de Ejércitos Centro lanza una importante ofensiva sobre Moscú.
- 2 de octubre: Adolf Hitler dice en su alocución a las tropas que «Hoy es el principio de la última gran batalla del año».
- 3 de octubre: en Berlín Adolf Hitler proclama en un discurso que «este enemigo [la Unión Soviética] está roto y nunca se levantará otra vez», Goebbels anuncia que han evacuado a 1.500.000 niños y a 150.000 madres de las grandes ciudades a áreas más seguras.
- 3 de octubre: en la Checoslovaquia ocupada, es ejecutado el alcalde Klapka de Praga acusado de actividades contra los nazis.
- 3 de octubre: las muertes por accidente en las carreteras británicas durante el segundo año de guerra, son un 65 % superiores a las habidas en tiempos de paz.
- 4 de octubre: en el frente del este, el 4.º Grupo Panzer de Hoeppner ataca cerca de Vyazma del sur.
- 4 de octubre: las fuerzas de Hoth en el norte todavía están luchando en la línea soviética entre Vyazma y Rzhev.
- 4 de octubre: en el flanco derecho del ataque, las fuerzas de general Guderian se acercan a Orell y a Briansk.
- 4 de octubre: un gran número de tropas soviéticas corre peligro de verse rodeadas.
- 5 de octubre: en el Norte África, incursión aérea británicas en Trípoli durante la noche.
- 5 de octubre: en Francia ocupada, las autoridades alemanas destruyen 6 sinagogas judías de París.
- 5 de octubre: en Vichy (Francia), el mariscal Petain conmuta la pena de muerte de Paul Collette, que intentó asesinar a Laval y Deat.
- 5 de octubre: se desintegra el 2.º Grupo Panzer.
- 6 de octubre: en Washington D. C. se reúnen representantes de los gobiernos de Japón y Estados Unidos, en momentos en que la tensión entre ambos países se incrementa peligrosamente.
- 6 de octubre: en el frente del este el flanco derecho del general Kleist alcanza Berdyansk, en el mar de Azoz que atrapa a más de 100.000 soldados soviéticos.
- 6 de octubre: el 11.º Ejército alemán está procurando unirse a Kleist atacando a lo largo de la costa.
- 6 de octubre: la posición soviética cerca de Vyazma y de Briansk se deteriora rápidamente, se cierra la bolsa y comienza a reducirse.
- 7 de octubre: el Gobierno de Moscú ordena la evacuación de la ciudad de Orell ante la inminencia del ataque alemán.
- 7 de octubre: continúa el avance alemán sobre Moscú.
- 7 de octubre: Stalin decreta la libertad religiosa a fin de elevar la moral del pueblo.
- 8 de octubre: Frente del este las fuerzas alemanas toman Mariúpol en el mar de Azov.
- 8 de octubre: los avances alemanes en el noreste ahora se dirigen hacia Rzhev y Kalinin y en el sur hacia Tula y Kaluga.
- 8 de octubre: las lluvias del otoño comienzan y las fuertes precipitaciones comienzan a ralentizar el rápido avance móvil alemán.
- 9 de octubre: en Washington D. C., el presidente Roosevelt pide que el congreso permita a los buques mercantes estadounidenses que se armen y que derogue las partes del acta de neutralidad.
- 9 de octubre: en los Estados Unidos, el presidente Franklin D. Roosevelt autoriza el desarrollo de la bomba atómica.
- 10 de octubre: en la Unión Soviética el general Zhúkov es llamado a Moscú desde Leningrado para asumir el mando de la defensa de la capital.
- 11 de octubre: en la Unión Soviética comienza la evacuación total de mujeres y niños de Moscú, emplean a millares de trabajadores y de estudiantes en cavar zanjas antitanques en las cercanías de la ciudad.
- 12 de octubre: en el frente del este continua el avance alemán hacia Moscú a pesar de las fuertes lluvias.
- 12 de octubre: Kaluga es capturada después de librarse fortísimos combates con los soviéticos.
- 12 de octubre: la ciudad de Briansk es evacuada, pero continúan los combates en el área.
- 12 de octubre: son evacuados de Moscú mujeres y niños.
- 12 de octubre: en el África del Norte, las operaciones de la relevo continúan en el puesto avanzado británico sitiado en Tobruk.
- 12 de octubre: el minador Latona es hundido por un ataque de Stuka y un destructor es dañado en las operaciones.
- 12 de octubre: los alemanes toman Briansk.
- 13 de octubre: Frente del este, unidades alemanas fuerzan al ejército soviético a retirarse de Vyazma y la resistencia en el área está cayendo.
- 14 de octubre: Frente del este, al Noroeste, el ataque alemán a Moscú alcanza Kalinin.
- 14 de octubre: la resistencia soviética es mínima, mientras tanto, concluye la Batalla de Vyazma.
- 14 de octubre: en Ucrania meridional, las tropas soviéticas retroceden a medida que los alemanes se acercan al puerto de Rostov.
- 14 de octubre: se anuncia el desmembramiento de las tropas rusas.
- 14 de octubre: la lluvia y el barro comienzan a obstaculizar el avance alemán.
- 15 de octubre: Polonia ocupada, las autoridades alemanas anuncian que cualquier persona judía encontrada fuera de los guetos será ejecutada públicamente.
- 15 de octubre: Frente del este, el Soviet evacua Odesa en el Mar Negro, a través de una bolsa que se ha sostenido hacia fuera detrás de las líneas alemanas por varias semanas, sacan a aproximadamente 35 000 hombres a partir de tres divisiones a Sebastopol.
- 15 de octubre: dos cruceros, cuatro destructores y varios buques más pequeños se utilizan para la evacuación.
- 16 de octubre: Frente del este, el rápido avance alemán hacia Moscú, conduce a un éxodo de diplomáticos y del personal de gobiernos extranjeros a Kuibyshev.
- 16 de octubre: el mariscal Philippe Pétain ordenó la detención de Léon Blum, Maurice Gamelin, Ernest Mandel y Paul Reynaud.
- 16 de octubre: se incrementa el malestar entre la población francesa.
- 16 de octubre: en Japón, el primer ministro Konoye dimite. Lo sustituye Hideki Tōjō (ministro de Guerra) haciéndose cargo además del Ministerio de Interior y de Guerra, Shigenori Tōgō es nombrado ministro de Asuntos Exteriores y el almirante Shimada, ministro de la Marina de Guerra. Este gabinete se torna favorable a la guerra.
- 16 de octubre: en el Atlántico Norte el submarino alemán U-568 ataca al destructor Kearny de los Estados Unidos con un torpedo, mueren 11 marineros.
- 16 de octubre: Moscú se encuentra en grave peligro.
- 16 de octubre: el gobierno y el cuerpo diplomático abandonan la ciudad, mientras Stalin permanece en ella.
- 16 de octubre: Odesa en el Mar Negro, cae en poder de las tropas rumanas, tras la evacuación marítima rusa.
- 16 de octubre: crisis en el gobierno japonés, Tojo reemplaza a Konoye.
- 17 de octubre: Frente del este, en el sur, tropas alemanas capturan Taganrog en el mar de Azov.
- 17 de octubre: en la India se ultiman los preparativos para transportar a peregrinos musulmanes a La Meca, a pesar de la escasez de transporte en tiempo de guerra.
- 17 de octubre: el destructor estadounidense USS Kearny es alcanzado por un torpedo alemán en aguas de Islandia, el Congreso autoriza que los buques mercantes vayan armados.
- 18 de octubre: Frente del este, Mozhaysk es tomado por las unidades del 4.º Grupo Panzer, los alemanes continúan su avance a Moscú.
- 18 de octubre: los alemanes se encuentran a 65 millas de Moscú.
- 19 de octubre: en Moscú, Stalin anuncia su intención de permanecer en Moscú a pesar de la amenaza de avance de fuerzas alemanas.
- 19 de octubre: Stalin declara la capital en estado de sitio para defenderla hasta el final.
- 19 de octubre: 673.000 prisioneros rusos, caen ante los alemanes, es la cifra récord desde el 30 de septiembre.
- 19 de octubre: la ley marcial se declara en la ciudad y se fijan tres líneas defensivas alrededor de la ciudad de Moscú.
- 20 de octubre: Frente del este, continúan los encarnizados combates alrededor de Moscú y en las proximidades de Mozhaysk y Malayroslavets.
- 20 de octubre: el Gobierno de Afganistán dispone la expulsión de los súbditos y ciudadanos italianos y alemanes.
- 20 de octubre: en Nantes (Francia), miembros de la resistencia francesa disparan contra un comandante alemán. En represalia, los alemanes ejecutan a cincuenta prisioneros.
- 20 de octubre: inicio de la Masacre de Kragujevac, en la Serbia de Nedić. Más de 5000 civiles (mujeres, niños) (serbios, romaníes) fueron asesinados por nazis en represalia por un ataque partisano sobre soldados alemanes.
- 21 de octubre: las fuerzas alemanas ocupan la cuenca del Donetz, región de la Unión Soviética en la llanura del mismo nombre y el río Dnieper.
- 21 de octubre: en el Mar Báltico, fuerzas navales alemanas ocupan la isla de Dago.
- 21 de octubre: Zhúkov toma el mando de la guarnición de Moscú.
- 22 de octubre: las fuerzas de avanzada del ejército alemán llegaron a las cercanías de Moscú.
- 22 de octubre: son fusilados 50 rehenes en Nantes, Francia como represalia por el asesinato del comandante militar alemán, Otros 50 serán fusilados si no es cogido el asesino.
- 22 de octubre: en Burdeos (Francia), los nazis alemanes realizan una importante redada: 100 personas son arrestadas, de las cuales 50 son inmediatamente fusiladas.
- 22 de octubre: Charles de Gaulle recomienda a la resistencia francesa «astucia y prudencia».
- 23 de octubre: Stalin reorganiza el sistema de mando del ejército soviético dando a Zhúkov el mando de la mitad norte del frente al General Timoshenko la zona meridional.
- 24 de octubre: Frente del este, la ciudad ucraniana de Járkov cae por el ataque coordinado por el 6.º Ejército alemán y el 17.º Ejército, ambos se agrupan en el sur.
- 24 de octubre: los alemanes toman Járkov, al norte de Rostov.
- 25 de octubre: Reino Unido, el acorazado británico Prince of Wales lleva al almirante Phillips hacia el este donde deberá tomar el mando de la flota británica del este, que tendrá como buque insignia a dicho acorazado.
- 26 de octubre: Frente del este, en la península de Crimea, fuerzas alemanas rompen las defensas soviéticas a través del istmo de Perekop.
- 27 de octubre: Frente del este, en Ucrania, los avances alemanes continúan con la captura de la ciudad de Kramatorsk.
- 27 de octubre: los rusos contraatacan en los alrededores de Moscú.
- 27 de octubre: nuevas victorias alemanas en el Grupo de Ejércitos Sur.
- 27 de octubre: en su alocución radiofónica del Día de la Armada, Roosevelt dice «Estados Unidos ha sido atacada: se ha iniciado la batalla».
- 28 de octubre: Frente del este, el mal tiempo y las largas líneas de abastecimiento comienzan a retardar los avances alemanes hacia Moscú, las condiciones fangosas y el tiempo frío prevalecen.
- 28 de octubre: en el norte, las fuerzas alemanas toman Volokolamsk.
- 29 de octubre: Frente del este, la primera de las líneas de reserva situadas en prevención de un ataque en la zona siberiana, es dirigida a la zona oeste de Moscú.
- 29 de octubre: continua el avance alemán en Crimea.
- 30 de octubre: Frente del este, se detiene la Operación Tifón hasta la llegada del invierno.
- 30 de octubre: el fango de las lluvias de otoño ha inmovilizado los vehículos alemanes.
- 31 de octubre: en el Atlántico Norte, el USS Reuben James, un destructor estadounidense es hundido de la costa de Islandia por un submarino alemán con la pérdida de 100 de los marineros a bordo, es el primer buque de guerra estadounidense hundido en la guerra sin declarar contra los alemanes en el Atlántico.
- 31 de octubre: las bajas civiles británicas durante el mes de octubre han sido reducidas 262 muertos.
- 31 de octubre: la RAF ha continuado sus ataques sobre la Europa ocupada, Hamburgo y Colonia fueron bombardeadas en tres ocasiones.
- 31 de octubre: Dover ha sido la única ciudad británica que sufrió ataques aéreos.
- 31 de octubre: prosiguen los raids sobre el Mediterráneo.
- 31 de octubre: Bengasi ha sido bombardeada 14 veces y Trípoli 10 veces.

### Noviembre
- 1 de noviembre: toma de Mozhaisk, Chapochnikov, jefe del Estado Mayor general.
- 2 de noviembre: al 8 de noviembre: ocupación de Kursk, Feodosiya, Yalta.
- 7 de noviembre: el avance finlandés se detiene en todos los frentes.
- 9 de noviembre: los alemanes ocupan la estación terminal de Tijvin.
- 13 de noviembre: cerca de Gibraltar, el submarino alemán U-81 al mando del capitán Friedrich Guggenberger, torpedea al portaaviones HMS Ark Royal, que se hundirá el día siguiente.
- 16 de noviembre: conquista de Crimea.
- 17 de noviembre: Fedor von Bock llega a 80 km de Moscú.
- 18 de noviembre: se inicia la Operación Crusader.
- 18 al 19 de noviembre: ofensiva general Cunningham, y toma de Sidi-Rézegh en Libia.
- 19 de noviembre: en Japón, un terremoto de 8,0 y un tsunami dejan varios muertos y decenas de casas dañadas.
- 21 de noviembre: los alemanes entran en Rostov.
- 24 de noviembre: Erwin Rommel inicia el ataque rumbo a la frontera.
- 24 de noviembre: las autoridades alemanas establecen el ghetto de Terezín, en los protectorados de Bohemia-Moravia.
- 25 de noviembre: Un terremoto de 8,0 sacude el norte del océano Atlántico.
- 26 de noviembre: Cunningham reemplaza a Ritchie.
- 26 de noviembre: las autoridades alemanas de las SS establecen un nuevo campo Auschwitz-Birkenau o Auschwitz II con la intención de encarcelar a los prisiones de guerra soviéticos, pero posteriormente se usó como matanza.
- 27 de noviembre: los británicos restablecen sus enlaces con Tobruk.
- 27 de noviembre: movilización en las Filipinas.
- 27 de noviembre: las unidades avanzadas alemanas están a 30 km de Moscú.
- 28 de noviembre: el Grupo de Ejércitos Sur se retira de Rostov, empiezan los contraataques rusos.
- 28 de noviembre: Rundstedt renuncia al mando.

### Diciembre
- 1 de diciembre: Japón: el emperador Hirohito aprueba oficialmente el comienzo de la guerra contra Estados Unidos y los países de la Commonwealth.
- 6 de diciembre: en el frente del este, el ejército soviético inicia el contraataque para aliviar la presión sobre Moscú.
- 7 de diciembre: en Pearl Harbor (Hawái), Japón realiza un ataque sorpresa sobre la base naval de Estados Unidos.
- 8 de diciembre: Estados Unidos declara la guerra a Japón, Costa Rica le declara la guerra a Alemania.
- 11 de diciembre: Alemania e Italia declaran la guerra a Estados Unidos, cuatro días después del ataque japonés a Pearl Harbor.[1]
- 13 de diciembre: en Perú, una gran avalancha de lodo sepulta la localidad de Huaraz. Mueren 5000 personas.
- 13 de diciembre: Hungría y Rumanía declaran la guerra contra Estados Unidos.
- 14 de diciembre: el Club Nacional de Football derrota al Club Atlético Peñarol por 6 tantos contra 0, en lo que es la mayor goleada histórica entre estos dos clásicos rivales.
- 17 de diciembre: en Taiwán, se registra un terremoto de 7,1 que deja un saldo de 358 muertos.
- 20 de diciembre: los japoneses desembarcan en la isla de Mindanao (Filipinas).
- 20 de diciembre: los Tigres Voladores entran en combate, derribando seis bombarderos Mitsubishi Ki-21 nipones.

- Pacto Ibérico de España con Portugal.
- El dictador español Francisco Franco envía a Rusia la División Azul para combatir al lado de la Wehrmacht.

## Nacimientos

### Enero
- 1 de enero: 
  - Simón Andreu, actor español.
  - Dardo Cabo, periodista y político argentino, asesinado por la dictadura cívico-militar (f. 1977).
  - Martin Evans, genetista y bioquímico británico.
- 3 de enero: 
  - Delfim de Pádua Peixoto Filho, abogado y político brasileño, víctima del accidente del Vuelo 2933 de LaMia (f. 2016).
  - Van Dyke Parks, músico estadounidense.
  - Daniel Toro, cantante, compositor y folclorista argentino (f. 2023).
- 4 de enero: John Bennett Perry, actor estadounidense.
- 5 de enero: 
  - Federico García Vigil, director de orquesta y compositor uruguayo.
  - Hayao Miyazaki, animador japonés.
- 8 de enero: Graham Chapman, actor británico (f. 1989).
- 9 de enero: 
  - Joan Báez, cantante y actriz estadounidense.
  - Susannah York, actriz británica (f. 2011).
- 11 de enero: 
  - Barry Flanagan, escultor británico (f. 2009).
  - Gérson de Oliveira Nunes, futbolista brasileño.
- 13 de enero: 
  - Pasqual Maragall i Mira, presidente del gobierno de Cataluña.
  - Walid Mualem, político sirio.
- 14 de enero: Faye Dunaway, actriz estadounidense.
- 15 de enero: Captain Beefheart, cantante estadounidense (f. 2010).
- 20 de enero: André van Geldorp, guitarrista neerlandés.
- 21 de enero: 
  - Plácido Domingo, tenor español.
  - Richie Havens, cantante estadounidense (f. 2013).
  - Margarita Percovich, política uruguaya.
- 24 de enero: 
  - Neil Diamond, cantante y músico estadounidense.
  - Luis Ángel Pinasco, presentador, locutor y actor peruano.
  - Dan Shechtman, químico israelí.
- 26 de enero: Arturo Di Modica, artista italoestadounidense.
- 27 de enero: Carlos Benjumea, actor colombiano (f. 2021).
- 30 de enero: 
  - Francisco Arias Solís, político español.
  - Dick Cheney, vicepresidente estadounidense.
- 31 de enero: Eugene Terre'Blanche, político sudafricano (f. 2010).

### Febrero
- 2 de febrero: Bolívar Echeverría, filósofo ecuatoriano naturalizado mexicano (f. 2010).
- 5 de febrero: 
  - David Selby, actor estadounidense.
  - Stephen J. Cannell, productor de televisión estadounidense (f. 2010).
- 8 de febrero: Nick Nolte, actor estadounidense.
- 10 de febrero: Michael Apted, cineasta británico.(f.2021)
- 13 de febrero: Sigmar Polke, artista alemán (f. 2010).
- 18 de febrero: Pajarito Zaguri, guitarrista y cantautor argentino (f. 2013).
- 19 de febrero: Ana María Cué, pianista, profesora universitaria y poetisa argentina.
- 23 de febrero: Alla Tarán, violinista y pedagoga ucraniano-cubana (f. 2017).
- 25 de febrero: Sandy Bull, músico estadounidense de folk (f. 2001).
- 26 de febrero: 
  - Sandy Brown Wyeth, actriz estadounidense.
  - Guillermina Motta, cantante española.

### Marzo
- 4 de marzo: Richard Benjamin Harrison, empresario de televisión estadounidense (f. 2018).
- 5 de marzo: 
  - Alain Boublil, libretista tunecino.
  - José María Merino, escritor español.
- 8 de marzo: Palito Ortega, cantante, actor y político argentino.
- 13 de marzo: Charo, guitarrista española.
- 15 de marzo: Mike Love, músico estadounidense, de la banda The Beach Boys.
- 16 de marzo: Bernardo Bertolucci, cineasta italiano.
- 19 de marzo: Bruno Gelber, pianista argentino.
- 26 de marzo: 
  - Richard Dawkins, etólogo y divulgador científico británico.
  - Lella Lombardi, piloto de automovilismo italiana (f. 1992).
- 29 de marzo: Julio César Cortés, exfutbolista y entrenador uruguayo.
- 30 de marzo: Mirla Castellanos, cantante venezolana.
- 31 de marzo: Marco Antonio Rodríguez, escritor ecuatoriano.

### Abril
- 3 de abril: Eric Braeden, actor alemán.
- 5 de abril: Michael Moriarty, actor y músico estadounidense-canadiense.
- 6 de abril: 
  - Walter Martínez, periodista uruguayo nacionalizado venezolano.
  - Carmen Victoria Pérez, animadora y presentadora de radio y televisión venezolana (f. 2019).
  - Gheorghe Zamfir, flautista y compositor rumano.
- 8 de abril: Alfredo Amestoy, periodista, escritor, publicista, comunicador, presentador de televisión y animador social español.
- 9 de abril: José Adán Castelar, escritor y poeta hondureño (f. 2016).
- 12 de abril: Bobby Moore, futbolista británico (f. 1993).
- 13 de abril: 
  - Margaret Price, cantante galesa (f. 2011).
  - Kepa Amuchastegui, actor y director colombiano (f. 2025).
- 16 de abril: Rosangela Balbó, actriz italiana-mexicana (f. 2011).
- 18 de abril: Michael D. Higgins, presidente irlandés.
- 19 de abril: Roberto Carlos, cantante y compositor brasileño.
- 20 de abril: 
  - Ryan O'Neal, actor estadounidense (f. 2023).
  - Juan Claudio Cifuentes, crítico musical francoespañol (f. 2015).
- 23 de abril: 
  - Paavo Lipponen, primer ministro finlandés.
  - Ray Tomlinson, programador estadounidense, implementó el correo electrónico (f. 2016).
- 24 de abril: 
  - Richard Holbrooke, político y diplomático estadounidense (f. 2010).
  - Silvio Moser, piloto suizo de automovilismo (f. 1974).
- 25 de abril: Bertrand Tavernier, cineasta francés.
- 28 de abril:
  - Ann-Margret, actriz sueca.
  - Ivà, dibujante español (f. 1993).

### Mayo
- 2 de mayo: Marcela López Rey, actriz argentina.
- 5 de mayo: Jose Kaimlett, en Palackattumala, sacerdote católico indiano, fundador en 1984 de la sociedad de vida apostólica Heraldos de la Buena Nueva.
- 5 de mayo: Joaquín Leguina, político español, 1.º presidente de la Comunidad de Madrid.
- 8 de mayo: Betty Faria, actriz brasileña.
- 10 de mayo: Eric Barney, atleta argentino especializado en salto con garrocha.
- 11 de mayo: Eric Burdon, cantante británico de blues.
- 13 de mayo: Ritchie Valens, cantautor estadounidense (f. 1959).
- 14 de mayo: Lito Cruz, actor y director argentino.
- 17 de mayo: Grace Zabriskie, actriz estadounidense.
- 18 de mayo: Miriam Margolyes, actriz británica.
- 24 de mayo: 
  - Bob Dylan, cantautor y poeta estadounidense, premio nobel de literatura.
  - Andrés García, actor y youtuber mexico-dominicano (f. 2023).

### Junio
- 2 de junio: 
  - Charlie Watts, músico británico y batero de los Rolling Stones (f. 2021).
  - Stacy Keach, actor y narrador estadounidense.
- 5 de junio: Martha Argerich, pianista argentina.
- 7 de junio: Jaime Laredo, violinista estadounidense.
- 9 de junio: 
  - Tony Patrioli, fotógrafo italiano.
  - Jon Lord, tecladista estadounidense, de la banda Deep Purple (f. 2012).
- 10 de junio: Jürgen Prochnow, actor alemán.
- 12 de junio: Chick Corea, pianista estadounidense de jazz.
- 18 de junio: 
  - María Teresa Campos, periodista española (f. 2023).
  - Roger Lemerre, futbolista y entrenador francés.
- 21 de junio: Cecil Gordon, piloto estadounidense de carreras (f. 2012).
- 27 de junio: Krzysztof Kieślowski, guionista y cineasta polaco (f. 1996).
- 28 de junio: David Lloyd Johnston, gobernador general de Canadá.
- 29 de junio: Chieko Baishō, actriz y cantante japonesa.
- 30 de junio: Otto Sander, actor alemán (f. 2013).

### Julio
- 1 de julio: Alfred G. Gilman, científico estadounidense, premio nobel de medicina o fisiología en 1994.
- 10 de julio: Robert Pine, actor estadounidense.
- 12 de julio: Joseph Whipp, actor estadounidense.
- 17 de julio: Paula Shaw, actriz estadounidense.
- 21 de julio: 
  - Freitas do Amaral, político portugués.
  - Fernando Jiménez del Oso, psiquiatra y periodista español, especializado en temas de misterio y parapsicología (f. 2005).
- 22 de julio: George Clinton, músico estadounidense.
- 23 de julio: Sergio Mattarella, presidente italiano.
- 25 de julio: Margarita Isabel, actriz mexicana (f. 2017).
- 26 de julio: Gian Franco Pagliaro, cantautor italiano (f. 2012).
- 28 de julio: Peter Cullen, actor de voz canadiense.
- 30 de julio: Paul Anka, cantante canadiense.
- 31 de julio: Aldo Antognazzi, pianista y docente argentino.

### Agosto
- 1 de agosto: Katsunosuke Hori, actor de voz japonés.
- 2 de agosto: Jules Hoffmann, inmunólogo francés de origen luxemburgués.
- 3 de agosto: Martha Stewart, personaje de televisión estadounidense.
- 12 de agosto: Dana Ivey, actriz estadounidense.
- 13 de agosto: 
  - César Costa cantante, actor, productor miembro del consejo consultivo y embajador de UNICEF mexicano
  - Dante Grela, compositor argentino de música académica contemporánea.
- 17 de agosto: Lothar Bisky, político alemán (f. 2013).
- 20 de agosto: Slobodan Milošević, presidente serbio entre 1989 y 1997, y yugoslavo entre 1997 y 2000 (f. 2006).
- 26 de agosto: Barbet Schroeder, cineasta francés.
- 27 de agosto: 
  - Harrison Page, actor estadounidense.
  - Pedro Pablo Rosso, médico pediatra chileno.
- 29 de agosto: Orestes Matacena, actor y escritor cubano.
- 30 de agosto: Ignazio Giunti, piloto de automovilismo italiano (f. 1971).

### Septiembre
- 2 de septiembre: 
  - David Bale, activista sudafricano, padre de Christian Bale y esposo de la activista Gloria Steinem (f. 2003).
  - Érika Wallner, actriz argentina (f. 2016).
- 6 de septiembre: María Luisa Merlo, actriz de cine, teatro y televisión española.
- 10 de septiembre: Stephen Jay Gould, paleontólogo estadounidense (f. 2002).
- 13 de septiembre: Tadao Ando, arquitecto japonés.
- 18 de septiembre: 
  - Gerry Bamman, actor estadounidense.
  - Michael Hartnett, poeta irlandés (f. 1999).
- 19 de septiembre: Mama Cass, cantante estadounidense, de la banda The Mamas & the Papas (f. 1974).
- 23 de septiembre: 
  - Luis Durnwalder, político italiano.
  - Nuria Feliú, cantante y actriz española (f. 2022).
- 25 de septiembre: Raymundo Gleyzer, cineasta y periodista argentino (f. 1976).
- 28 de septiembre: Edmund Stoiber, político alemán.
- 30 de septiembre: 
  - Paul Bremer, político estadounidense.
  - Reine Wissel, piloto de automovilismo sueco (f. 2022).

### Octubre
- 3 de octubre: 
  - Alfonso de Borbón y Borbón-Dos Sicilias, aristócrata español (f. 1956).
  - Carlos Duplat, actor y director de televisión colombiano.
- 4 de octubre: Anne Rice, novelista estadounidense.
- 5 de octubre: 
  - Orlando Barone, periodista y escritor argentino.
  - Eduardo Duhalde, político peronista argentino, presidente entre 2002 y 2003.
- 8 de octubre: Íñigo de Arteaga y Martín, aristócrata español (f. 2018).
- 11 de octubre: 
  - Charles Shyer, cineasta, guionista y productor cinematográfico estadounidense.
  - Eugenio Jofra Bafalluy, humorista español conocido como Eugenio (f. 2001).
- 12 de octubre: Frank Alamo, cantante francés (f. 2012).
- 13 de octubre: Paul Simon, músico estadounidense.
- 14 de octubre: Fuyumi Shiraishi, actriz de voz japonesa.
- 24 de octubre: Rafael Del Valle Curieses, investigador y académico español (n. 1941).
- 28 de octubre: 
  - Hank Marvin, guitarrista británico, de la banda The Shadows.
  - Pacho O’Donnell, historiador, escritor y político argentino.
  - Doris Wells, actriz, escritora y cineasta venezolana (f. 1988).
- 30 de octubre: Leonor Benedetto, actriz argentina.
- 31 de octubre: 
  - Abel Matutes Juan, político español.
  - Sally Kirkland, actriz estadounidense.

### Noviembre
- 1 de noviembre: Robert Foxworth, actor estadounidense.
- 5 de noviembre: Art Garfunkel, músico estadounidense.
- 7 de noviembre: Angelo Scola, cardenal italiano.
- 18 de noviembre: Mónica Grey, actriz de cine, teatro y televisión argentina. f. 2012.
- 20 de noviembre: 
  - Dino Armas, director de teatro y dramaturgo uruguayo.
  - Gary Karr, contrabajista clásico y docente estadounidense.
  - Haseena Moin, escritora pakistaní.
- 21 de noviembre: 
  - Julio Anguita González, político español (f. 2020).
  - Idil Biret, pianista turco.

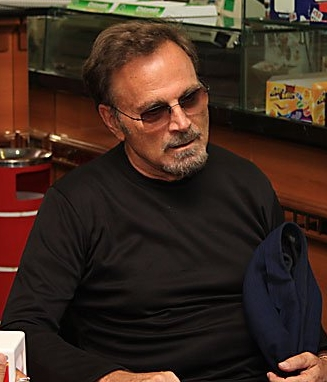
Franco Nero.

- 22 de noviembre: Tom Conti, actor, director y novelista británico.
- 23 de noviembre: 
  - Oscar Alem, músico, pianista, contrabajista y compositor argentino.
  - Franco Nero, actor italiano.
- 24 de noviembre: Horacio Altuna, historietista argentino.
- 27 de noviembre: Aimé Jacquet, entrenador de fútbol francés.

### Diciembre
- 2 de diciembre: Yamid Amat, periodista colombiano.
- 9 de diciembre: Beau Bridges, actor estadounidense.
- 10 de diciembre: Fionnula Flanagan, actriz irlandesa.
- 11 de diciembre: Dámaso Blanco, beisbolista y comentarista deportivo venezolano.
- 13 de diciembre: 
  - José Mijalchik, sacerdote católico argentino.
  - Jacobo Rauskin, poeta paraguayo.
- 16 de diciembre: Juan Abelló, empresario español.
- 19 de diciembre: Lee Myung-bak, político y expresidente surcoreano.
- 21 de diciembre: Pedro Soto, actor y humorista venezolano (f. 2009).
- 24 de diciembre: Alfonso Espinosa de los Monteros, presentador de noticias ecuatoriano.
- 28 de diciembre: Begoña Palacios, actriz mexicana (f. 2000).
- 31 de diciembre: Alex Ferguson, jugador y entrenador de fútbol británico.

### Fecha desconocida
- Barry Otto, actor australiano.

## Fallecimientos

### Enero
- 4 de enero: Henri Bergson, filósofo y escritor francés, premio nobel de literatura en 1927 (n. 1859).
- 5 de enero: Amy Johnson, aviadora británica (n. 1903).
- 8 de enero: Robert Baden-Powell, militar británico, fundador de los escultistas (n. 1857).
- 10 de enero: Issai Schur, matemático alemán (n. 1875).
- 11 de enero: Emanuel Lasker, ajedrecista alemán (n. 1868).
- 13 de enero: James Joyce, escritor irlandés (n. 1882).

### Febrero
- 3 de febrero: Jorge Ánckermann, pianista, director de orquesta y compositor cubano (n. 1877).
- 20 de febrero: George Minne, escultor belga (n. 1886).
- 21 de febrero: Frederick Grant Banting, médico canadiense, premio nobel de medicina en 1923 (n. 1891).
- 28 de febrero: Alfonso XIII, aristócrata español, rey entre 1886 y 1931.

### Marzo
- 4 de marzo: Ludwig Quidde, historiador y pacifista alemán, premio nobel de la paz en 1927 (n. 1858).
- 8 de marzo: José Serrano, compositor español de zarzuela.
- 15 de marzo: Abigaíl Mejia, intelectual, fotógrafa, educadora y feminista dominicana (n. 1895)
- 19 de marzo: José María Rodríguez Acosta, pintor español (n. 1878).
- 28 de marzo: Virginia Woolf, escritora británica (n. 1882).

### Abril
- 27 de abril: Penélope Delta, escritora griega.

### Mayo
- 7 de mayo: James George Frazer, antropólogo británico (n. 1854).

### Junio
- 1 de junio: Hans Berger, médico neurólogo alemán (n. 1873).
- 4 de junio: Guillermo II, último emperador alemán.
- 16 de junio: Felícitas Sánchez Aguillón asesina en serie mexicana apodada como "La Ogresa de la Roma" (n. 1890)
- 26 de junio: Hans Ludendorff, astrónomo alemán (n. 1873).

### Julio
- 3 de julio: Guillermo Ascanio, militar y político comunista español, ejecutado (n. 1907).
- 10 de julio: Jelly Roll Morton, músico estadounidense (n. 1890).
- 23 de julio: José Quiñones Gonzales, aviador militar peruano (n. 1914).
- 26 de julio: Henri Léon Lebesgue, matemático francés (n. 1875).

### Agosto
- 7 de agosto: Rabindranath Tagore, escritor indio, premio nobel de literatura en 1913 (n. 1861).
- 14 de agosto: Paul Sabatier, químico francés, premio nobel de química en 1912 (n. 1854).
- 14 de agosto: san Maximiliano Kolbe (mártir), fraile franciscano polaco.
- 11 de septiembre: Alipio Ponce Vásquez, policía peruano, Héroe de la Guardia Civil (n. 1906).

### Septiembre
- 12 de septiembre: Hans Spemann, embriólogo alemán, premio nobel de medicina en 1935 (n. 1869).

### Octubre
- 24 de octubre: Rafael Álvarez Ovalle, compositor guatemalteco, autor del Himno nacional.

### Noviembre
- 6 de noviembre: Maurice Leblanc, escritor francés (n. 1864).
- 18 de noviembre: Chris Watson, político chileno-australiano (n. 1867).
- 18 de noviembre: Walther Hermann Nernst, físico y químico alemán, premio nobel de química en 1920 (n. 1864).

### Diciembre
- 4 de diciembre: Amalia Guglielminetti, poeta italiana (n. 1881).
- 30 de diciembre: El Lissitzky, artista ruso (n. 1890).

## Arte y literatura
- Jan Valtin: La noche quedó atrás (novela autobiográfica).
- Enrique Jardiel Poncela: Los ladrones somos gente honrada.
- Jorge Luis Borges: El jardín de senderos que se bifurcan.
- Agatha Christie: Maldad bajo el sol, El misterio de Sans Souci.
- C. S. Lewis: Cartas del diablo a su sobrino.
- William Somerset Maugham: Up at the Villa.
- Virginia Woolf: Entre actos (publicada póstumamente).

## Música
- En Mayo, el cantante y actor Frank Sinatra encabeza las listas de Billboard y DownBeat.

## Ciencia y tecnología
- Enrico Fermi construye la primera pila atómica.

## Deporte
- 16 de octubre: se funda el Pontevedra Club de Fútbol.
- 22 de octubre: Venezuela gana la IV Serie Mundial de Baseball en La Habana.
- 14 de diciembre: el Club Nacional de Football vence a su tradicional adversario el Club Atlético Peñarol 6 tantos contra 0 en la goleada histórica más grande entre estos equipos.
- Campeonato Uruguayo de Fútbol: Nacional se consagra campeón por decimosexta vez, ganando todos los partidos disputados en el torneo.
- 9 de febrero: en José María Jáuregui (Argentina) se funda el Club Social y Deportivo Flandria
- 28 de febrero: en Bogotá (Colombia) se funda el club de fútbol Independiente Santa Fe.
- 14 de febrero: el CD Malacitano cambia de nombre pasándose a llamar CD Málaga. El mismo día se inauguró el estadio La Rosaleda, estadio del actual Málaga C. F.

## Cine
- Aguas pantanosas (Swamp water), de Jean Renoir.
- El arca de oro (Pot o’ Gold), de George Marshall.
- Bola de fuego (Ball of Fire), de Howard Hawks.
- Casi un ángel (It started with Eve), de Henry Koster.
- Citizen Kane (El ciudadano Kane) de Orson Welles.
- Cuando muere el día (Sundown), de Henry Hathaway.
- De corazón a corazón (Blossoms in the dust), de Mervyn LeRoy.
- Desde aquel beso (You’ll never get rich), de Sidney Lanfield.
- El difunto protesta (Here comes Mr. Jordan), de Alexander Hall.
- Dumbo (Dumbo), de Ben Sharpsteen.
- El embrujo de Shanghai (The Shanghai gesture), de Josef Von Sternberg.
- El extraño caso del Dr. Jekyll (Dr. Jekyll and Mr. Hyde), de Victor Fleming.
- El gendarme desconocido de Miguel M. Delgado (México).
- El halcón maltés (The maltese falcon), de John Huston.
- El hombre que vino a cenar (The man who came to dinner), de William Keighley.
- Los invasores (Forty ninth parallel), de Michael Powell.
- Juan Nadie (Meet John Doe), de Frank Capra.
- Lady Hamilton (That Hamilton woman), de Alexander Korda.
- La loba (The little foxes), de William Wyler.
- Lo que piensan las mujeres (That uncertain feeling), de Ernst Lubitsch.
- Matrimonio original (Mr. and Mrs. Smith), de Alfred Hitchcock.
- Murieron con las botas puestas (They died with their boots on), de Raoul Walsh.
- Porque te vi llorar, de Juan de Orduña.
- ¡Qué verde era mi valle! (How green was my valley), de John Ford.
- La ruta del tabaco (Tobacco road), de John Ford.
- Sangre y arena (Blood and sand), de Rouben Mamoulian.
- Sargento York (Sergeant York), de Howard Hawks.
- Senda prohibida (Johnny Eager), de Mervyn LeRoy.
- Serenata nostálgica (Penny Serenade), de George Stevens.
- Si no amaneciera (Hold back the dawn), de Mitchell Leisen.
- Sospecha (Suspicion), de Alfred Hitchcock.
- Tom, Dick y Harry (Tom, Dick and Harry), de Garson Kanin.
- El último refugio (High sierra), de Raoul Walsh.
- El hombre lobo (The wolf man), de George Waggner.

## Premios Nobel
- Física: un tercio destinado al fondo principal y dos tercios al fondo especial de esta sección del premio.[2]
- Química: un tercio destinado al fondo principal y dos tercios al fondo especial de esta sección del premio.[2]
- Medicina: un tercio destinado al fondo principal y dos tercios al fondo especial de esta sección del premio.[2]
- Literatura: un tercio destinado al fondo principal y dos tercios al fondo especial de esta sección del premio.[2]
- Paz: un tercio destinado al fondo principal y dos tercios al fondo especial de esta sección del premio.[2]